# مهرام (شرکت)
شرکت مهرام شرکتی است که موادِ غذایی تولید می‌کند. دفترِ مرکزیِ آن در تهران و کارخانه‌های آن در شهر صنعتی البرزاستان قزوین، تهران ، ماهدشت کرج,شیراز و جیرفت است، و دارایِ بیش از ۵۰۰ نفر پرسنل است.

## تاریخچه
گروه تولیدی مهرام در سال ۱۳۴۹ تأسیس شد و به بهره‌برداری رسید. تنوع تولیدات در ابتدا به شش نوع محصول خلاصه می‌شد که در میان آن‌ها سس مایونز توانست جایگاه ارزنده‌ای را در کشور به دست آورد. مهرام به‌مرور زمان و طی سالیان طولانی فعالیت، سبد کالایی خود را گسترده‌تر کرده. تعداد محصولات تولیدشده در مهرام هم‌اکنون بالغ بر ۷۲ نوع است که در گروه سس‌های سرد شامل انواع مایونز و سس‌های سالاد، گروه سس‌های گرم شامل انواع کچاپ ساده و تند، ترشیجات، چاشنی‌جات، مرباجات و کنسروهای غیر گوشتی قرار می‌گیرند. گروه تولیدی مهرام با تولید و ارایهٔ محصولات با کیفیت و مطابق با استانداردهای روز دنیا همواره در پی رعایت اصول مشتری‌مداری بوده که استقبال عموم مردم و رضایت‌مندی آنان، نشان‌دهندهٔ موفقیت در اجرای این استراتژی است. این نام که در ایران و جهان شناخته شده‌است، علاوه بر فعالیت‌های تولیدی در فعالیت‌های فرهنگی، ورزشی، پژوهشی و علمی نیز مشارکت ویژه‌ای دارد که از جمله می‌توان به تأسیس دانشگاه علمی و کاربردی مهرام، درخشش باشگاه فرهنگی و ورزشی مهرام - که پرافتخارترین باشگاه خصوصی ایران و آسیا به‌شمار می‌آید - و افتخار کسب عنوان «آزمایشگاه همکار» توسط ادارهٔ استاندارد ایران اشاره کرد.
این شرکت در بهمن ماه سال ۱۳۷۵ توسط هیئت پذیرش سازمان بورس اوراق بهادار پذیرفته شد و به یک شرکت سهامی عام تبدیل شد.
کارخانه مهرام واقع در شهر صنعتی البرز در استان قزوین و در زمینی به مساحت ۱۱۰۰۰ مترمربع و زیر بنای حدود ۱۲۰۰۰ مترمربع است.
مدیریت شرکت مهرام در حال حاضر در اختیار خانواده گنجی است.

## کارخانه‌های دیگر
این گروه تولیدی کارخانه‌های دیگری نیز دارد که همگی محصولات خود را تحت نام تجارتی مهرام ارائه می‌نمایند:
- کارخانه لیموندیس واقع در شیراز که فعالیت عمده آن تولید انواع خیارشور؛ انواع ترشی؛ انواع سیر ترشی؛ آبلیمو و آبغوره و آب نارنج می‌باشد.
- کارخانه مهبان واقع در تهران که فعالیت عمده آن تولید انواع محصولات کنسرو غیر گوشتی می‌باشد.
- کارخانه سنوس واقع در جیرفت که فعالیت عمده آن تولید انواع کنسانتره مرکبات می‌باشد.
- صنایع غذایی آفرین به گل در سال ۱۳۹۱ در مساحتی به وسعت ۴۵ هزار متر مربع به بهره‌برداری رسید. خط تولید محصولات این کارخانه با مساحت ۹۰۰۰ مترمربع در بخش خنک و گرم مشغول به کار است.

## محصولات
- انواع سس‌های سرد (مایونز معمولی و کم چربی، سالاد فرانسوی، خردل، هزار جزیره و سس سالاد رنچ، سزار، ایتالیایی)
- انواع سس‌های گرم (کچاپ معمولی، تند و کچاپ هالوپینو، سس باربیکیو، سس تای و دیپ سس سالسا و دیپ پنیر ناچو)
- انواع مربا (توت فرنگی، هویج و آلبالو، بالنگ و به)
- انواع سرکه (معمولی، رنگی و طعم دار)
- انواع زیتون و روغن زیتون
- انواع رب گوجه‌فرنگی
- ترشی
- کنسرو
- عسل
- آبمیوه شامل آبلیمو، آب نارنج و آبغوره

## برند مهرام
برند مهرام در سال ۱۳۹۲ در دهمین جشنواره ملی قهرمانان صنعت ایران به عنوان یکی از ۱۰۰ برند برتر ایران شناخته شد.